# モダン・フォークのすべて
『モダン・フォークのすべて』(All About Modern Folk Songs) は、ジミー時田のアルバム。
本作では、アメリカのフォーク・ソングを取り上げている。

## 収録曲
Side 1
1. かわいい小鳥 - This Little Bird
2. 500マイル - 500 Miles
3. 漕げよマイケル - Michael Row the Boat Ashore
4. 雨に消えた想い - What Have They Done to the Rain
5. ユー・アー・マイ・サンシャイン - You Are My Sunshine
6. トム・ドゥーリー - Tom Dooley

Side 2
1. 朝日のあたる家 - The House Of The Rising Sun
2. ドンナ・ドンナ - Donna Donna
3. 峠の我が家 - Home On The Range
4. 風に吹かれて - Blowin' In The Wind
5. レッド・リヴァー・ヴァリー - Red River Valley
6. 君と僕の国 - This Land Is Your Land

## パーソネル
ジミー時田 (ヴォーカル、ギター)
寺内タケシとブルー・ジーンズ
マウンテン・プレイボーイズ
オール・スター・レオン